# 9841 Mašek
9841 Mašek eller 1988 UT är en asteroid i huvudbältet som upptäcktes den 18 oktober 1988 av den tjeckiske astronomen Zdeňka Vávrová vid Kleť-observatoriet. Den är uppkallad efter Martin Mašek.
Asteroiden har en diameter på ungefär 3 kilometer.